# Вольфпассинг
Вольфпассинг (нем. Wolfpassing) — коммуна (нем. Gemeinde) в Австрии, в федеральной земле Нижняя Австрия. 
Входит в состав округа Шайбс.  Площадь общины составляет 20,30 км², население — 1652 человека (1 января 2021), плотность населения — 81 чел./км². Официальный код  —  32018.

## Население
| Год  | Численность |
| ---- | ----------- |
| 1869 | 1014        |
| 1889 | 1025        |
| 1890 | 1032        |
| 1900 | 1144        |
| 1910 | 1075        |
| 1923 | 1146        |
| 1934 | 1199        |
| 1939 | 1163        |
| 1951 | 1143        |
| 1961 | 1154        |
| 1971 | 1208        |
| 1981 | 1268        |
| 1991 | 1321        |
| 2001 | 1301        |
| 2011 | 1476        |
| 2021 | 1652        |

## Политическая ситуация
Бургомистр коммуны — Йозеф Зоннлайтнер (АНП) по результатам выборов 2010 года.
Совет представителей коммуны (нем. Gemeinderat) состоит из 19 мест.
- АНП занимает 13 мест.
- СДПА занимает 3 места.
- АПС занимает 3 места.